# Эванте (спутник)
Эванте — спутник Юпитера с обратным вращением, открытый в декабре 2001 года группой астрономов под руководством Скотта Шеппарда, Д. Джуитта и Й. Клейна вместе с другими 11 спутниками. Временное обозначение, присвоенное спутнику при открытии — S/2001 J 7 или XXXIII. В августе 2003 года спутнику было присвоено название Эванте в честь матери граций. Спутник входит в группу Ананке.

## Данные спутника
- Эпоха средней аномалии TT=JDT — 2452600,5
- Среднее движение, °/сут — 0,57975056
- Наклон, ° относительно геоэклиптики J2000 — 146.02964
- Средняя аномалия в эпоху, ° относительно геоэклиптики J2000 — 241.78736
- Перицентр от узла, ° относительно геоэклиптики J2000 — 314.59907
- Узел, ° относительно геоэклиптики J2000 — 268.85426
- Видимый блеск — 22.8m
- Гравитационная постоянная GM (км³/с²) — 0.000003